# Oulad M'Hamed
Oulad M Hamed (franska: Oulad M Hamed (CR), Oulad M Hamed (Commune Rurale), arabiska: اولاد فارس) är en kommun i Marocko.   Den ligger i provinsen Settat och regionen Casablanca-Settat, i den norra delen av landet, 100 km söder om huvudstaden Rabat. Antalet invånare är 10 844.